# Pier Luigi Cignani
Pier Luigi Cignani (Predappio, 13 gennaio 1940 – Forlì, 9 novembre 2024) è stato un calciatore e allenatore di calcio italiano, di ruolo centrocampista o attaccante.

## Caratteristiche tecniche
Jolly per tutti i ruoli d'attacco, a inizio carriera è stato impiegato come ala o centravanti; successivamente ha arretrato la sua posizione a centrocampo.

## Carriera
Dopo gli esordi con la Ebro Masotti di Predappio e la Edelweiss, formazioni giovanili locali, esordisce nel Modena, con cui disputa due campionati di Serie B. Dopo la retrocessione del 1960 si trasferisce al Simmenthal Monza, sempre in Serie B, dove viene impiegato prevalentemente nel campionato cadetti. Disputa un'unica partita in prima squadra, nel campionato 1960-1961, e nel gennaio 1962 viene acquistato dal Piacenza, in Serie D, dove totalizza 4 reti in 17 partite disputando un campionato complessivamente al di sotto delle aspettative. Al termine della stagione si trasferisce al Palermo, con cui esordisce in Serie A il 16 settembre 1962 contro la SPAL; nella stagione palermitana disputa in tutto 6 partite, e nel 1963, mentre svolge il servizio militare a Roma, viene acquistato dalla Lazio.
Nella formazione biancoceleste viene impiegato esclusivamente nel Campionato De Martino, e a novembre passa al Grosseto, con cui disputa 27 partite con 7 reti. Da quel momento cambia casacca ogni stagione: nel 1964 è alla Triestina, in Serie B, con cui retrocede in Serie C, poi passa alla Salernitana con cui vince il campionato di Serie C 1965-1966. Non segue i granata tra i cadetti, ma si trasferisce alla Ternana e poi al Chieti, tutte in Serie C.
Conclude la carriera nello Jesi, prima di intraprendere la carriera di allenatore guidando per una stagione il Faenza, nel campionato di Promozione 1977-1978, e numerose altre formazioni dilettantistiche romagnole.

## Palmarès

### Giocatore
- Campionato italiano Serie C: 1

Salernitana: 1965-1966